# John Schlesinger
John Richard Schlesinger, CBE (* 16. Februar 1926 in London; † 25. Juli 2003 in Palm Springs, Florida) war ein britischer Regisseur.

## Leben
Während seiner Militärzeit im Zweiten Weltkrieg sammelte John Schlesinger Schauspielerfahrungen. Er war Absolvent des Balliol College.
Zunächst arbeitete er für das Fernsehen, wo er für den Dokumentarfilm Terminus 1961 den Goldenen Löwen und einen BAFTA in der Kategorie Bester Kurzfilm bekam. Sein Filmdebüt Nur ein Hauch Glückseligkeit brachte ihm 1962 den Goldenen Bären auf der Berlinale 1962. Nach der Thomas-Hardy-Adaption Die Herrin von Thornhill (1967) übersiedelte er in die USA. Fortan arbeitete er wechselweise in den USA und in England. Als bester Regisseur des Jahres erhielt er 1969 den Britischen Filmpreis, einen Oscar und einen Directors Guild of America Award. 1970 wurde er zum Commander of the British Empire ernannt.
John Schlesinger lebte mit seinem Lebensgefährten, dem Fotografen Michael Childers, in Palm Springs, wo er auch am  25. Juli 2003 im Alter von 77 Jahren starb.
Er ist der Onkel von Ian Buruma, der 2016 über seine Großeltern Bernard Schlesinger und Winifred Regensburg und deren Assimilationsgeschichte in England eine Abhandlung geschrieben hat.

## Filmografie (Auswahl)

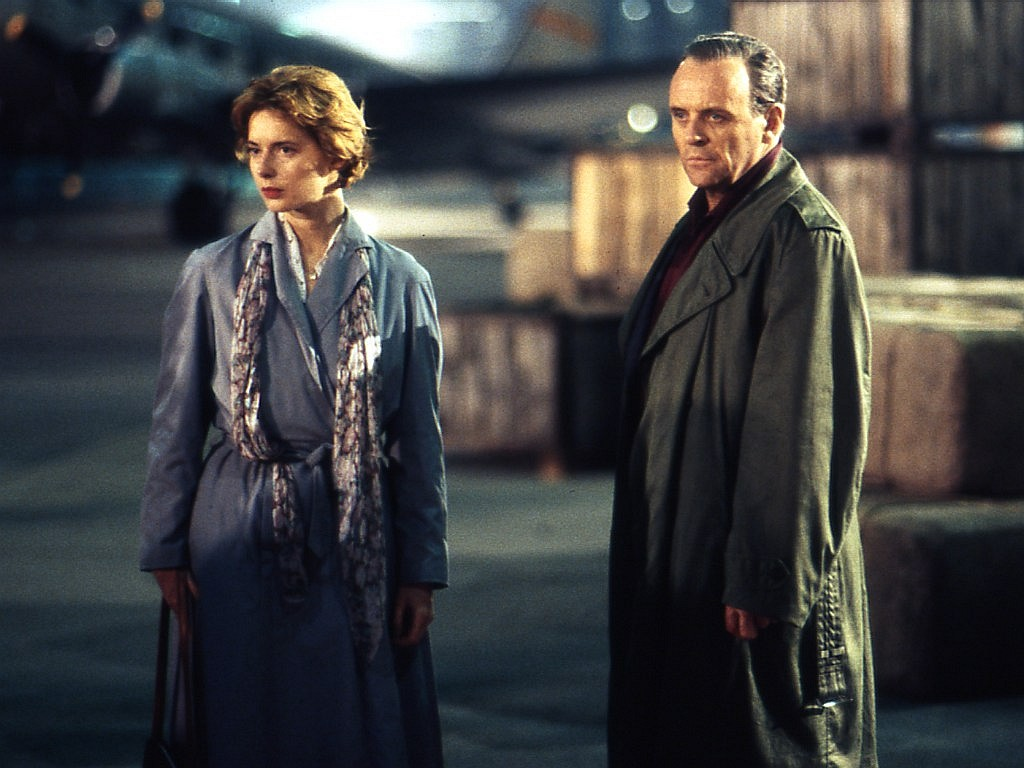
Isabella Rossellini und Anthony Hopkins bei den Dreharbeiten zu … und der Himmel steht still (1993)

### Als Regisseur
- 1961: Nur ein Hauch Glückseligkeit (A Kind of Loving)
- 1963: Geliebter Spinner (Billy Liar)
- 1965: Darling
- 1967: Die Herrin von Thornhill (Far from the Madding Crowd)
- 1969: Asphalt-Cowboy (Midnight Cowboy)
- 1971: Sunday, Bloody Sunday (Sunday Bloody Sunday)
- 1973: München 1972 – 8 berühmte Regisseure sehen die Spiele der XX. Olympiade (Visions of Eight)
- 1975: Der Tag der Heuschrecke (The Day of the Locust)
- 1976: Der Marathon-Mann (The Marathon Man)
- 1979: Yanks – Gestern waren wir noch Fremde (Yanks)
- 1981: Hoffmanns Erzählungen (Operninszenierung an der Royal Opera London)
- 1981: Da steht der ganze Freeway kopf (Honky Tonk Freeway)
- 1983: Gentleman in Moskau (An Englishman Abroad)
- 1983: Getrennte Tische (Separate Tables)
- 1985: Der Falke und der Schneemann (The Falcon and the Snowman)
- 1985: Der Rosenkavalier (Operninszenierung an der Royal Opera London)
- 1987: Das Ritual (The Believers)
- 1988: Madame Sousatzka
- 1990: Fremde Schatten (Pacific Heights)
- 1993: … und der Himmel steht still (The Innocent)
- 1995: Cold Comfort Farm
- 1996: Auge um Auge (Eye for an Eye)
- 2000: Ein Freund zum Verlieben (The Next Best Thing)

### Als Darsteller
- 1954: Das geteilte Herz (The Divided Heart)
- 1991: Schwul (The Lost Language of Cranes)

## Auszeichnungen
Academy Awards
- 1966: Nominierung für die beste Regie Darling
- 1970: Beste Regie Midnight Cowboy
- 1972: Nominierung für die beste Regie Sunday Bloody Sunday

Golden Globe Awards
- 1966: Nominierung für die beste Regie Darling
- 1970: Beste Regie Midnight Cowboy
- 1977: Nominierung für die beste Regie Marathon Man

British Academy Film Awards
- 1962: bester Kurzfilm Terminus
- 1966: Nominierung Bester britischer Film Darling
- 1970: Beste Regie Midnight Cowboy
- 1972: Beste Regie Sunday Bloody Sunday
- 1980: BAFTA für Yanks
- 1983: BAFTA TV Award für An Englishman Abroad
- 1985: BAFTA TV Award für Screen One zusammen mit Innes Lloyd und Alan Bennett
- 1992: Academy Fellowship

Berlinale
- 1962: Beste Regie A Kind of Loving
- 1969: Beste Regie Midnight Cowboy

Bodil
- 1970: Bester nichteuropäischer Film  (Bedste ikke-europæiske film) für Midnight Cowboy

CableACE Awards
- 1985: Nominierung für An Englishman Abroad

Camerimage
- 1996: Special Award Film Direction with a Special Visual Sensitivity

Cinequest San Jose Film Festival
- 1998: Maverick Tribute Award

David di Donatello
- 1970: Bester ausländischer Regisseur (Migliore Regista Straniero) für Midnight Cowboy
- 1972: Bester ausländischer Regisseur (Migliore Regista Straniero) für Sunday Bloody Sunday
- 1980: Beste Regie für Yanks

Directors Guild of America
- 1966: Beste Regie für Darling
- 1970: Beste Regie für Midnight Cowboy zusammen mit: Burtt Harris
- 1972: Nominiert beste Regie für Sunday Bloody Sunday

Directors Guild of Great Britain
- 2002: Lifetime Achievement Award

Evening Standard British Film Awards
- 1981: Yanks

Hamptons International Film Festival
- 1995: Distinguished Achievement Award

Hollywood Film Awards
- 1999: Outstanding Achievement in Directing

Nastro d’Argento
- 1970: Bester ausländischer Regisseur (Regista del Miglior Film Straniero) für Midnight Cowboy

Kansas City Film Critics Circle Awards
- 1969: Bester Regisseur für Midnight Cowboy

L.A. Outfest
- 1997: Outfest Achievement Award

Laurel Awards
- 1971: 8. Platz bei der Nominierung zum besten Regisseur

Internationales Filmfestival Moskau
- 1965: Nominierung für den Grand Prix Darling

National Board of Review
- 1979: Yanks
- 1966: Darling

New York Film Critics Circle Awards
- 1965: Darling

Palm Springs International Film Festival
- 2001: Career Achievement Award

Goldene Himbeere
- 2001: Nominierung für The Next Best Thing

Telluride Film Festival
- 1995: Silver Medallion Award

USC Scripter Award
- 1990: Nominierung für Madame Sousatzka zusammen mit Ruth Prawer Jhabvala und Bernice Rubens

Internationale Filmfestspiele von Venedig
- 1988: Nominierung für Madame Sousatzka
- 1963: Nominierung für Billy Liar